# Elaphoglossum dumrongii
Elaphoglossum dumrongii är en träjonväxtart som beskrevs av Tag. och Iwatsuki. Elaphoglossum dumrongii ingår i släktet Elaphoglossum och familjen Dryopteridaceae. Inga underarter finns listade.